# クロキ
クロキ（黒木、学名：Symplocos kuroki）はハイノキ科ハイノキ属に属する常緑小高木。

## 概要
日本の固有種で、南関東地方以西の比較的暖かい海岸付近に分布する。和名の由来は「黒木」であるが、樹皮が黒褐色であるよりも白っぽいものが多い。
高さは5-6m。花期は3-4月ごろ。秋ごろに黒い果実が実り、鳥が食料としてついばむ様子を見ることもできる。
沖縄県嘉手納町（1982年8月5日制定）や鹿児島県与論町（1983年制定）の町木になっている。

## 利用・文化
古代、板葺きの屋根に用いられたことが『万葉集』巻第四「相聞」779番に詠まれているが、皮がついたままの木材ゆえ珍しい例とされる。また同780番にもクロキを詠んだ一首が見られる。
大嘗祭の大嘗宮正殿の柱にはクロキが用いられる（詳細は、「大嘗祭#大嘗宮」を参照）。
鎌倉時代の説話集『十訓抄』（13世紀中頃成立）には、筑前国上座郡朝倉の山中においてクロキ造りの屋を築いた記述が見られる（「黒木御所」「朝倉橘広庭宮」参照）。